# 5259 Epeigeus
Az 5259 Epeigeus (ideiglenes jelöléssel 1989 BB1) egy kisbolygó a Naprendszerben. Carolyn Shoemaker és Shoemaker E. M. fedezte fel 1989. január 30-án.